# Johnny Green
John M. "Jumpin' Johnny" Green (Dayton, Ohio; 8 de diciembre de 1933-16 de noviembre de 2023) fue un jugador de baloncesto estadounidense que disputó catorce temporadas en la NBA. Con 1,96 metros de altura, jugaba en la posición de Alero.

## Trayectoria deportiva

### Universidad
Jugó durante 4 temporadas con los Spartans en Universidad Estatal de Míchigan, en las que promedió 16,9 puntos y 16,4 rebotes por partido. Su camiseta con el número 24 fue retirada por su universidad como homenaje.

### Profesional
Fue elegido en la sexta posición del Draft de la NBA de 1959 por New York Knicks, equipo donde permaneció durante seis temporadas y media con promedios de doble-doble en puntos y rebotes. Durante esta primera etapa fue elegido en 3 ocasiones para participar en el All-Star Game. Fue traspasado a Baltimore Bullets, donde sus minutos de juego se redujeron en la temporada y media que allí permaneció, antes de ser enviado a San Diego Rockets.
Tras pasar también por Philadelphia 76ers durante dos temporadas sin pena ni gloria, a los 36 años le llega su resurgir, tras fichar por Cincinnati Royals, ya que en su primer año allí lograría promediar 15,6 puntos y 10,8 rebotes por partido, casi el triple de lo logrado en la temporada anterior. Al año siguiente sus cifras no se resintieron, acudiendo de nuevo a un All-Star, esta vez ya con 37 años de edad. Tras una temporada más en Cincinnati, en 1972 firmaría con Kansas City Kings, donde pondría fin a su carrera profesional.
En el total de sus 14 temporadas promedió 11,6 puntos y 8,6 rebotes por partido.

#### Logros personales
- Líder en la clasificación de mejor porcentaje de tiro de la NBA en 2 ocasiones, en 1970 y 1971.